# Annette Kast-Zahn
Annette Kast-Zahn (* 1956) ist eine deutsche Psychologin und Verhaltenstherapeutin.

## Leben
Annette Kast-Zahn ist Diplom-Psychologin und Verhaltenstherapeutin. Erste Berufserfahrung erwarb sie in einem Heim für verhaltensauffällige Kinder und dann fünf Jahre lang in einer kinderpsychologischen Praxis. Seit 1991 führt sie ihre eigene Praxis und berät vor allem Familien mit Kindern mit Schlafproblemen.
In ihrem gemeinsam mit dem Mediziner Hartmut Morgenroth geschriebenen und 1995 erstmals erschienenen Buch Jedes Kind kann schlafen lernen stellte Kast-Zahn Richard Ferbers abgestuftes Konzept des Schlaftrainings vor. Das Buch wurde zum Bestseller und allein in den ersten 11 Jahren 700.000 Mal verkauft. Weitere Elternratgeber folgten. Der Spiegel merkte zu ihren Ratgeberbüchern kritisch an, dass selbst die Autorin erstaunt sei darüber, „mit welcher Willfährigkeit sich viele Eltern den Büchern auslieferten“.
Annette Kast-Zahn ist Mutter dreier Kinder.

## Schriften
- mit Hartmut Morgenroth: Jedes Kind kann schlafen lernen. Vom Baby bis zum Schulkind: Wie Sie Schlafprobleme Ihres Kindes vermeiden und lösen können. Oberstebrink, 1995, ISBN 3-9804493-0-0.
- Jedes Kind kann Regeln lernen. Vom Baby bis zum Schulkind: wie Eltern Grenzen setzen und Verhaltensregeln vermitteln können. Oberstebrink, 1996, ISBN 3-9804493-1-9.
- mit Hartmut Morgenroth: Jedes Kind kann richtig essen. Oberstebrink, 1999, ISBN 3-9804493-9-4.
- Gelassen durch die Trotzphase. Gräfe und Unzer, 2011, ISBN 978-3-8338-2111-0.